# Barragem de Covão do Meio
A Barragem de Covão do Meio, construída sobre o leito da ribeira da Nave (bacia hidrográfica do Mondego), localiza-se no Covão do Meio, na freguesia de Loriga, no Município de Seia, Distrito de Guarda, Portugal. A barragem foi projectada em 1951 e entrou em funcionamento em 1953.

## Barragem
É uma barragem em arco e de gravidade de betão. Possui uma altura de 31,5 m acima da fundação (25 m acima do terreno natural) e um comprimento de coroamento de 300 m. Possui uma capacidade de descarga máxima de .. (descarga de fundo) + 40 (descarregador de cheias) m³/s.

## Albufeira
A albufeira da barragem apresenta uma superfície inundável ao NPA (Nível Pleno de Armazenamento) de 0,9 km² e tem uma capacidade total de 1,4 Mio. m³. As cotas de água na albufeira são: NPA de 1653,7 metros, NMC (Nível Máximo de Cheia) de 1653,9 metros e NME (Nível Mínimo de Exploração) de ... metros.
A água contida na albufeira é esvaziada para a albufeira da barragem de Lagoa Comprida, através de um túnel com um comprimento de 2354 metros.